# Samuel Holmén
Samuel Holmén (ur. 28 czerwca 1984 w Annelund) – szwedzki piłkarz grający na pozycji środkowego pomocnika.

## Kariera klubowa
Karierę piłkarską Holmén rozpoczął w klubie Annelunds IF. Następnie trafił do IF Elfsborg, a w 2002 roku zadebiutował w pierwszej drużynie w Pucharze Szwecji. Jednak w lidze szwedzkiej swój debiut zaliczył w 2003 roku, 5 maja, w zremisowanym 1:1 meczu z GIF Sundsvall. 29 czerwca tamtego roku strzelił pierwszą bramkę w Allsvenskan, ale Elfsborg uległ 1:2 Landskronie. W tym samym roku wywalczył z Elfsborgiem Puchar Szwecji, a w 2006 roku po raz pierwszy w karierze wywalczył mistrzostwo kraju. Z kolei w 2007 roku zdobył Superpuchar Szwecji, a latem odszedł z zespołu. W barwach Elfsborga wystąpił 105 razy i strzelił 17 bramek.
Latem 2007 roku Holmén przeszedł za 1,35 miliona euro do duńskiego Brøndby IF. W lidze duńskiej po raz pierwszy wystąpił 2 września w zremisowanym 1:1 meczu z Odense BK. W 2008 roku zdobył z Brøndby Puchar Danii. 16 lipca 2010 podpisał kontrakt z turecką drużyną Belediyespor. W 2013 przeszedł do Fenerbahçe SK. W sezonie 2014/2015 był wypożyczony do Bursasporu, a latem 2015 wypożyczono go do Konyasporu. W sezonie 2016/2017 grał w klubie İstanbul Başakşehir. Latem 2017 wrócił do Elfsborga.
| Sezon   | Klub                | Kraj    | Rozgrywki   | Mecze | Bramki | Rozgrywki Europy   | Mecze | Bramki |
| ------- | ------------------- | ------- | ----------- | ----- | ------ | ------------------ | ----- | ------ |
| 2003    | IF Elfsborg         | Szwecja | Allsvenskan | 21    | 2      | –                  | –     | –      |
| 2004    | IF Elfsborg         | Szwecja | Allsvenskan | 23    | 4      | –                  | –     | –      |
| 2005    | IF Elfsborg         | Szwecja | Allsvenskan | 24    | 3      | –                  | –     | –      |
| 2006    | IF Elfsborg         | Szwecja | Allsvenskan | 26    | 7      | –                  | –     | –      |
| 2007    | IF Elfsborg         | Szwecja | Allsvenskan | 18    | 2      | Liga Mistrzów UEFA | 1     | 0      |
| 2007/08 | Brøndby IF          | Dania   | Superligaen | 23    | 3      | –                  | –     | –      |
| 2008/09 | Brøndby IF          | Dania   | Superligaen | 33    | 5      | –                  | –     | –      |
| 2009/10 | Brøndby IF          | Dania   | Superligaen | 27    | 5      | –                  | –     | –      |
| 2010/11 | Belediyespor        | Turcja  | Süper Lig   | 30    | 5      | –                  | –     | –      |
| 2011/12 | Belediyespor        | Turcja  | Süper Lig   | 38    | 8      | –                  | –     | –      |
| 2012/13 | Belediyespor        | Turcja  | Süper Lig   | 33    | 11     | –                  | –     | –      |
| 2013/14 | Fenerbahçe SK       | Turcja  | Süper Lig   | 6     | 0      | –                  | –     | –      |
| 2014/15 | Bursaspor           | Turcja  | Süper Lig   | 27    | 4      | –                  | –     | –      |
| 2015/16 | Konyaspor           | Turcja  | Süper Lig   | 30    | 5      | –                  | –     | –      |
| 2016/17 | İstanbul Başakşehir | Turcja  | Süper Lig   | 17    | 0      | Liga Europy UEFA   | 4     | 0      |
| 2017    | IF Elfsborg         | Szwecja | Allsvenskan | 9     | 1      | –                  | –     | –      |

## Kariera reprezentacyjna
W latach 2003–2006 młodzieżowej reprezentacji Szwecji U-21 Holmén rozegrał 22 spotkania i zdobył 3 gole. W pierwszej reprezentacji zadebiutował 15 listopada 2005 w przegranym 0:1 towarzyskim spotkaniu z Wybrzeżem Kości Słoniowej. 13 stycznia 2008 w wygranym 1:0 meczu z Kostaryką strzelił pierwszą bramkę dla drużyny „Trzech Koron”.